# Merchants of the Staple
De Merchants of the Staple, ook bekend als de Merchant Staplers, handelaren van de stapel, was een Engelse onderneming die de export van wol naar Europa controleerde in de late Middeleeuwen.
Aan het einde van de 13e eeuw stelde de toegenomen binnenlandse macht van de Engelse koning hem in staat de wolexport aan regels te binden en de kon de kroon de handel controleren en belasten. De Engelsen begonnen een stapelpolitiek waarbij Dordrecht in 1294 als eerste als wolstapel werd aangewezen. In de eerste helft van de 14e eeuw konden de Engelse koningen gebruik maken van dit machtsmiddel door de stapel afwisselend in het Vlaamse Brugge en het Brabantse Antwerpen te vestigen.
Vanaf 1363 was de Engelse wolstapel toegewezen aan Calais, dat in 1347 door de Engelsen veroverd was. Een groep van 26 handelaren, de Company of the Staple at Calais, kreeg in ruil voor de afdracht van belastingen het volledige monopolie op de wolexport uit Engeland. Het belang van de onderneming lag niet alleen in de afdracht van belastingen, maar ook in de verdediging van Calais tegen de Fransen.
Met een groeiende lakennijverheid in Engeland zelf, werd de wolexport minder belangrijk, waardoor de macht van de Merchants afnam. Nadat in 1558 Calais verloren was aan de Fransen, werd Brugge de stapelplaats. In 1614 werd de wolexport verboden in een poging de Engelse lakenhandel te bevorderen ten opzichte van die in de Nederlanden. Hoewel dit zogenaamde Cockayne Project van William Cockayne in 1617 afgeschaft werd, omdat de Staten-Generaal de import van afgewerkt textiel uit Engeland had verboden, liep de Engelse textielnijverheid hierdoor een achterstand op van decennia. In 1617 hief Engeland het verbod op, maar het Nederlandse verbod bleef van kracht.
De Merchant Staplers bleven bestaan, maar nog slechts beperkt tot de lokale markt.